# Prontosil
El Prontosil fue el primer fármaco de síntesis con acción bactericida amplia. Su sinónimo es sulfamidocrisoidina. Este fármaco no posee código ATC sin embargo debería estar incluido en la J.

## Historia
Paul Gelmo, un químico vienés que trabajaba en el campo de los colorantes sintéticos para tinción de bacterias, preparó en 1908 la sustancia sulfanilamida (p-aminobencenosulfonamida). El equipo de trabajo en Bayer, formado por los investigadores Josef Klarer y Fritz Mietzsch, fue quien sintetizó la sulfonamidocrisoidina (KI-730), un colorante de color rojo rubí y en 1932, el pátologo alemán Gerhard Domagk se dio cuenta de que esta sustancia, derivada de la sulfonamida y a la que llamaron prontosil rubrum (rojo), protegía el organismo de los ratones de laboratorio contra el ataque de estreptococos de la especie Streptoccocus pyogenes. Investigadores de Francia e Inglaterra avalaron los descubrimientos de Domagk. En Estados Unidos se le consideró un fármaco bacteriostático más que bactericida.

## Primeros usos humanos
En 1933, el Dr. Robert Foertser recibió en su consulta a un bebé de 10 meses de edad al que se le diagnosticó septicemia estafilocócica. El profesor de la Escuela de Medicina de Dusseldorf, Hans Schreus, le aconsejó utilizar el prontosil ya que había reportes de su efectividad. El profesor Schreus se acercó a I.G. Farben, la unidad a la que pertenece el Laboratorio Bayer, para pedir el fármaco y, aunque se le mencionó que la sustancia solo se había probado en infecciones por estreptococos, éste insistió hasta que le proporcionaron una serie de tabletas ya preparadas. El Dr. Foertser propuso un esquema de tratamiento, con el cual el bebé sanó y fue dado de alta. En febrero de 1935, Gerhard Domagk utilizó el prontosil en su hija Hildegard de 6 años, que se había contagiado con una infección en su dedo por estreptococo, posiblemente llevado a casa por el doctor. La inyección de la sustancia evitó la proliferación de las bacterias y la niña sanó por completo. Este evento fue lo que animó a Domagk a promover su uso en infecciones microbianas y prontamente se hizo extensivo su uso.

## Farmacología
Antes del final de 1935, en el laboratorio de química terapéutica dirigido por Ernest Fourneau en el Instituto Pasteur de Francia, Jacques y Thérèse Tréfouël, Daniel Bovet y Federico Nitti descubrieron que el prontosil se comportaba como una prodroga, ya que el fármaco se metabolizaba en el organismo humano para convertirse en sulfanilamida (p-aminofenilsulfonamida), que era una molécula más simple e incolora y la que efectuaba el efecto farmacológico real. El sintetizar la prodroga, permitía abaratar los costos y ganar tiempo al promover una biodisponibilidad del fármaco más rápida.

## Resultados
E. Kennerly Marshall Jr., profesor de farmacología de la Universidad Johns Hopkins y su equipo se dieron a la tarea de cuantificar la cantidad de sulfanilamida que recibían los pacientes. Describieron también un método químico para su identificación en los líquidos orgánicos y como resultado se publicó que la sulfanilamida es eficaz contra bacterias gram-negativas, meningococos, y gonococos. A partir de 1940 es cuando comenzaron a sintetizarse diversos fármacos de estructura muy similar y los que resultaban menos tóxicos se sometieron a extensas pruebas clínicas. De estos eventos fue que nacieron las sulfonamidas, fármacos de mayor espectro de acción y menor toxicidad.